# Echinolatus poorei
Echinolatus poorei is een krabbensoort uit de familie van de Portunidae. De wetenschappelijke naam van de soort is voor het eerst geldig gepubliceerd in 2006 door Davie & Crosnier.